# تشارلز جانيت
تشارلز جانيت (بالفرنسية: Charles Janet)‏ هو إحاثي وعالم نبات وكيميائي وعالم بقشريات الأجنحة وأحيائي فرنسي، ولد في 15 يونيو 1849 في باريس في فرنسا، وتوفي في 7 فبراير 1932.